# UFC 315 : Muhammad contre Della Maddalena
UFC 315 : Muhammad contre Della Maddalena est un événement d'arts martiaux mixtes produit par l'Ultimate Fighting Championship qui a eu lieu le 10 mai 2025 au Centre Bell à Montréal, Québec, Canada. 

## Contexte
L'événement était la huitième visite de la promotion à Montréal et la première depuis l'UFC 186 en avril 2015. 
Un combat pour le championnat des poids welters de l'UFC entre le champion actuel Belal Muhammad et Jack Della Maddalena était la tête d'affiche de cet événement. Ian Machado Garry servait de remplaçant potentiel pour ce combat. 
Un combat pour le championnat poids mouche féminin de l'UFC entre la double championne actuelle Valentina Shevchenko et Manon Fiorot a eu lieu en tant qu'événement co-principal. 
Un combat de poids welters entre l'ancien challenger au titre des poids welters Gilbert Burns et Michael Morales était prévu pour l'UFC 314.  Cependant, le jumelage a été déplacé à cet événement pour des raisons non divulguées. À son tour, le combat a été déplacé à la Soirée de combat UFC : Burns contre Morales pour servir d'événement principal. 
Un combat de poids coq féminin entre Nora Cornolle et Hailey Cowan devait avoir lieu lors de cet événement. Cependant, le combat a été déplacé à l'UFC 314 pour des raisons inconnues. 
Gavin Tucker devait affronter Lee Jeong-yeong dans un combat poids plume lors de la carte préliminaire. Cependant, Tucker s'est retiré fin avril pour des raisons non divulguées et a été remplacé par Daniel Santos,.
Un combat de poids légers entre Benoît Saint Denis et Joel Álvarez était prévu pour cet événement. Cependant, Álvarez s'est retiré du combat en raison d'une blessure à la main et a été remplacé par le vétéran de retour Kyle Prepolec,.
Initialement prévu comme un combat de poids coq, le combat entre José Aldo et Aiemann Zahabi a été déplacé en poids plume le jour de la pesée, Aldo pesant 65kg (143 livres) et Zahabi 64,5kg (142 livres). Après la pesée officielle, Zahabi a révélé que son équipe avait été informée que la perte de poids d'Aldo allait poser problème et qu'il pesait alors un peu moins de 62 kg. S'il avait atteint le poids, la différence de poids d'Aldo aurait entraîné l'annulation automatique du combat. Zahabi a donc interrompu sa perte de poids et a dû se réhydrater pour un combat en poids plume afin d'être suffisamment proche du poids manquant d'Aldo et d'éviter l'annulation du combat.
De plus, lors de la pesée, Bruno Silva pesait 84,8 kilogrammes (187 lb), soit un kg de plus que la limite de poids pour un combat sans titre. Le combat s'est déroulé en poids convenu et Silva a été condamné à une amende de 20 % de sa bourse, qui a été versée à son adversaire Marc-André Barriault.
Lors de la diffusion de l'événement, il a été annoncé que l'ancien champion des poids lourds légers de l'UFC et vainqueur du tournoi des poids lourds de l'UFC 12, Vitor Belfort, allait devenir le prochain « ailier pionnier » intronisé au Temple de la renommée de l'UFC lors des festivités de l'International Fight Week à Las Vegas en juin 2025.

## Résultats
| Carte principale                                      | Carte principale         | Carte principale | Carte principale | Carte principale                         | Carte principale | Carte principale | Carte principale |
| Catégorie                                             |                          |                  |                  | Méthode                                  | Round            | Chrono.          | Notes            |
| ----------------------------------------------------- | ------------------------ | ---------------- | ---------------- | ---------------------------------------- | ---------------- | ---------------- | ---------------- |
| Poids Welter                                          | Jack Della Maddalena     | déf.             | Belal Muhammad   | Décision (unanime) (48–47, 48–47, 49–46) | 5                | 5:00             | 1.               |
| Poids Mouches Femmes                                  | Valentina Shevchenko (c) | déf.             | Manon Fiorot     | Décision (unanime) (48–47, 48–47, 48–47) | 5                | 5:00             | 2.               |
| Poids Plumes                                          | Aiemann Zahabi           | déf.             | José Aldo        | Décision (unanime) (29–28, 29–28, 29–28) | 3                | 5:00             |                  |
| Poids Mouches Femmes                                  | Natália Silva            | déf.             | Alexa Grasso     | Décision (unanime) (30–27, 30–27, 30–27) | 3                | 5:00             |                  |
| Poids légers                                          | Benoît Saint Denis       | déf.             | Kyle Prepolec    | Soumission (étranglement bras-triangle)  | 2                | 2:35             |                  |
| Carte préliminaire (ESPN / ESPN+ / Disney+)           |                          |                  |                  |                                          |                  |                  |                  |
| Poids Welter                                          | Mike Malott              | déf.             | Charles Radtke   | KO (poings)                              | 2                | 0:26             |                  |
| Poids Mouches Femmes                                  | Jasmine Jasudavicius     | déf.             | Jéssica Andrade  | Soumission (étranglement rear-naked)     | 1                | 2:40             |                  |
| Poids Lourds-légers                                   | Modestas Bukauskas       | déf.             | Ion Cuțelaba     | Décision (divisée) (27–30, 30–27, 29–28) | 3                | 5:00             |                  |
| Poids Lourds-légers                                   | Navajo Stirling          | déf.             | Ivan Erslan      | Décision (unanime) (29–28, 29–28, 29–27) | 3                | 5:00             |                  |
| Carte préliminaire (ESPN+ / Disney+ / UFC Fight Pass) |                          |                  |                  |                                          |                  |                  |                  |
| Poids Convenu (84.8kg)                                | Marc-André Barriault     | déf.             | Bruno Silva      | KO (coudes et poings)                    | 1                | 1:27             |                  |
| Poids Plumes                                          | Daniel Santos            | déf.             | Lee Jeong-yeong  | Déision (unanime) (30–27, 30–27, 30–27)  | 3                | 5:00             |                  |
| Poids Coq                                             | Bekzat Almakhan          | déf.             | Brad Katona      | KO (poings)                              | 1                | 1:04             |                  |

1. Pour le Championnat UFC Poids Welter.
2. Pour le Championnat féminin UFC Poids Mouche.

## Récompenses Bonus
Les combattants suivants ont reçu chacun un bonus de 50 000 $:
- Combat de la soirée : Jack Della Maddalena contre Belal Muhammad
- Performance de la soirée : Jasmine Jasudavicius et Marc-André Barriault